# Liste der denkmalgeschützten Objekte in St. Roman
Die Liste der denkmalgeschützten Objekte in St. Roman enthält die 5 denkmalgeschützten, unbeweglichen Objekte der Gemeinde St. Roman im Bezirk Schärding (Oberösterreich).

## Denkmäler
| Foto |                 | Denkmal                                                                                         | Standort | Beschreibung | Metadaten |
| ---- | --------------- | ----------------------------------------------------------------------------------------------- | --- | --- | --- |
| ja   | Datei hochladen | Kath. Pfarrkirche hl. Roman HERIS-ID: 74318 Objekt-ID: 87720                                    | bei Altendorf 8 Standort KG: Altendorf | Der gotische netzrippengewölbte Kirchenbau hat ein einschiffiges dreijochiges Langhaus und einen überhöhten zweijochigen Chor mit einem Fünfachtelschluss. Die dreiachsige rückgeknickte gotische Empore ist kreuzrippenunterwölbt. Der Westturm trägt eine barocke Haube. | BDA-Hist.: Q25929354 Status: § 2a Stand der BDA-Liste: 2025-06-30 Name: Kath. Pfarrkirche hl. Roman GstNr.: 1481 |
| ja   | Datei hochladen | Pfarrhof HERIS-ID: 96440 Objekt-ID: 111936                                                      | Altendorf 10 Standort KG: Altendorf | Der Pfarrhof wurde 1784 errichtet und 1848 aufgestockt. | BDA-Hist.: Q37767966 Status: § 2a Stand der BDA-Liste: 2025-06-30 Name: Pfarrhof GstNr.: 1499 |
| ja   | Datei hochladen | Befestigungsanlage, Redoute u. Linienschanze Kleiner Schefberg HERIS-ID: 46777 Objekt-ID: 48955 | Altendorf Standort KG: Altendorf | Die gut erhaltene Redoute mit Laufgräben aus der Zeit des Spanischen Erbfolgekrieges wurde zwischen 1702 und 1703 erbaut. | BDA-Hist.: Q38023629 Status: Bescheid Stand der BDA-Liste: 2025-06-30 Name: Befestigungsanlage, Redoute u. Linienschanze Kleiner Schefberg GstNr.: 920/1 Befestigungsanlage, Redoute u. Linienschanze Kleiner Schefberg |
| ja   | Datei hochladen | Bauernhaus, Haasengut HERIS-ID: 38447 Objekt-ID: 38018                                          | Razing 2 Standort KG: Ried | Der Innviertler Vierseithof stammt aus dem 18. und 19. Jahrhundert. Der Hausstock ist ebenso wie die Schrot mit 1791 bezeichnet, der Stall platzlgewölbte Stall mit 1833 und 1847. Der Staubladen und die Pfetten sind mit Zimmermannsmalerei verziert.                    | BDA-Hist.: Q37981051 Status: Bescheid Stand der BDA-Liste: 2025-06-30 Name: Bauernhaus, Haasengut GstNr.: 1421 Bauernhaus Razing                                                                                        |
|      | Datei hochladen | Kurbayerische Schanzen und österreichische Defensionslinie im Sauwald HERIS-ID: 206304seit 2023 | KG: Altendorf, Aschenberg, Ginzlsdorf GstNr.: 1677, 946/6, 937/5, 1547, 923/1, 1550, 1551, 1552, 2589, 2592, 2588, 1892/19, 1891/16, 1170, 1169, 1183/1, 1620/8, 1620/6, 1620/5, 1620/7, 2145/1, 2145/4, 1620/2, 3870, 3879, 3884, 3885, 3871, 3878, 3882 | Anmerkung: | BDA-Hist.: Q119241011 Status: Bescheid Stand der BDA-Liste: 2025-06-30 Name: Kurbayerische Schanzen und österreichische Defensionslinie im Sauwald                                                                      |